# 金井淳郎
金井 淳郎（かない あつろう、1958年12月13日-)は、圭三プロダクション所属のアナウンサー。埼玉県熊谷市出身。

## 略歴
- 1982年3月、早稲田大学商学部卒業。
- 1982年4月、福島テレビ入社。同期アナウンサーは、波江野友子、長谷川順子、宮田純子。
- 1997年、FNSアナウンス大賞CM部門を受賞。
- 2005年、福島テレビを退社、フリーに。

## 出演

### 現在
- NHK海外ネットワーク （NHK総合）ナレーション
- 省エネの達人（BSジャパン）ナレーション
- リオデジャネイロオリンピック（NHK BS1） - 競技生中継のスタジオ解説（ナレーション）

### 福島テレビ
- FNN FTVテレポート（1982年 - 1996年9月）スポーツコーナー、（1996年10月 - 1997年3月）月 - 木曜司会
- ザ・ベストテン（1982年 - 1983年9月）FTV追っかけマン[1]
- サタデーふくしま（1985年4月 - 1987年3月、1992年4月 - 1994年3月、1999年10月 - 2003年3月）司会
- FTVカラオケのど自慢（1990年頃）司会
- テレポート525（1996年7月 - 1998年3月）月 - 木曜キャスター
- FTVニュース555 テレポート ザ・ヒューマン（1997年4月 - 1998年3月）月 - 木曜キャスター
- テレポート（1998年4月 - 1999年10月1日）月 - 木曜キャスター
- FNN FTVスーパーニュース テレポート（1998年4月 - 1999年9月）月 - 木曜キャスター
- Lばんテレポート（2000年4月 - 2003年3月）「LIVE!本日快店」担当
- カラオケガチンコ勝負
- 東日本女子駅伝の実況
- ストリートバスケット、バレーボール、競馬などの実況
- 弦哲也のFTVカラオケグランプリ（フリー転身後も担当）

### フリー
- TOKYO FM NEWS
- J1・J2ハイライト（スカパー）ナレーション
- ヤマザキナビスコカップハイライト（スカパー）ナレーション

#### 映画
- フィッシュストーリー（2009年） - アナウンサー 役
- ゴールデンスランバー（2010年） - アナウンサー 役

#### CM
- アメリカンホーム保険会社（2010年）
- 太平洋健康センター（2010年）
- ブラウンモーニングリポート

## 主な実況歴
- 福島記念（1993年）